# L'Inquiétante Étrangeté
L'Inquiétante Étrangeté (Das Unheimliche en allemand) est le titre, souvent traduit ainsi  (L'inquiétante étrangeté) en français, d'un essai de Sigmund Freud paru en 1919.

## Histoire  du texte et de la notion de l'Unheimliche

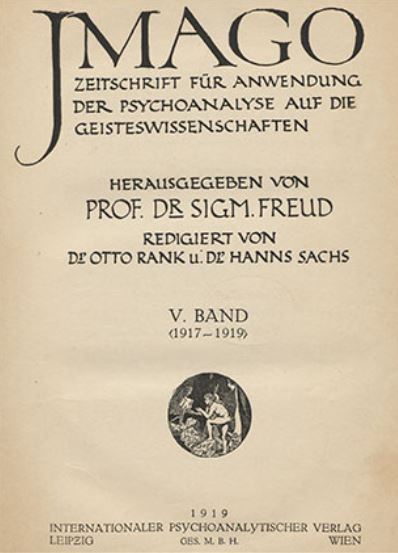
Revue Imago, volume V, où parut Das Unheimliche en 1919.

L'essai de Freud, dans sa rédaction définitive, paraît à l'automne 1919 dans le volume V de la revue Imago. Selon la notice des OCF.P, sa parution est contemporaine de Au-delà du principe de plaisir. Il s'agit alors du remaniement d'un article « d'abord ébauché, puis laissé de côté », ainsi que l'atteste, selon Ernest Jones, une lettre de Freud datée du 12 mai 1919 à Sándor Ferenczi.

### Le familier inquiétant

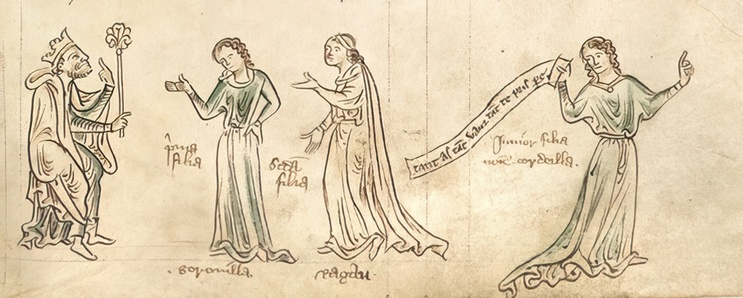
Le roi Lear et ses filles, Chronica Majora de Matthieu Paris, vers 1250.

## Extension de la notion freudienne de l'inquiétante étrangeté

Le sentiment d'inquiétante étrangeté aurait fait jeter à la mer l'androïde Francine,, souvent interprété comme ayant été un des premiers à descendre dans la vallée de l'étrange.